# Handball-DDR-Oberliga (Frauen) 1990/91
Die ehemalige Handball-DDR-Oberliga der Frauen startete in der Saison 1990/91 als „1. Handball-Liga“ und wurde infolge der deutschen Wiedervereinigung in den Spielbetrieb des Deutschen Handballbundes eingegliedert. Mit dem SC Leipzig wurde der letzte Hallenhandballmeister der Frauen für den Bereich der ehemaligen DDR gekürt, die im Anschluss in zwei offiziellen Endspielen um den ersten gesamtdeutschen Handballmeister gegen TuS Walle Bremen Meister der „westdeutschen“ Frauen-Handball-Bundesliga unterlagen.

## Saisonverlauf
Die letzte Saison der ostdeutschen Frauen-Handballmeisterschaft startete am 8. September 1990 und wurde am 5. Mai 1991 mit dem letzten Spiel abgeschlossen. Statt wie bisher zehn Mannschaften, waren elf Teams beteiligt, da es 1989/90 nur einen Absteiger aber mit dem SV BVB 49 und dem TSV Erfurt zwei Aufsteiger gab. Aufgrund zahlreicher Abgänge konnte der BFV Frankfurt/Oder (ehemals ASK Vorwärts) seinen Meistertitel nicht verteidigen und wurde vom SC Leipzig abgelöst. Die 1. Handball-Liga wurde nach der Saison aufgelöst und die beteiligten Mannschaften in die Handball-Bundesliga der Frauen (Platzierungen 1 bis 10) und die 2. Bundesliga (Tabellenletzter SV 1950 Neubrandenburg) überführt.

## Tabellen

### Abschlusstabelle
| Pl. | Mannschaft             | Sp. | S  | U | N  | Tore      | Diff. | Punkte  |
| --- | ---------------------- | --- | -- | - | -- | --------- | ----- | ------- |
| 1.  | SC Leipzig             | 20  | 18 | 1 | 1  | 0546:3240 | +222  | 037:30  |
| 2.  | BFV Frankfurt/O. (M/P) | 20  | 17 | 2 | 1  | 0493:3140 | +179  | 036:40  |
| 3.  | TSC Berlin             | 20  | 15 | 0 | 5  | 0482:3710 | +111  | 030:100 |
| 4.  | SC Magdeburg           | 20  | 13 | 1 | 6  | 0481:4260 | +55   | 027:130 |
| 5.  | BSV Sachsen Zwickau    | 20  | 9  | 4 | 7  | 0382:3800 | +2    | 022:180 |
| 6.  | SC Empor Rostock       | 20  | 9  | 2 | 9  | 0413:4050 | +8    | 020:200 |
| 7.  | SV BVB 49 (N)          | 20  | 7  | 3 | 10 | 0383:4510 | −68   | 017:230 |
| 8.  | BSG Halloren Halle     | 20  | 5  | 2 | 13 | 0351:4420 | −91   | 012:280 |
| 9.  | TSG Wismar             | 20  | 4  | 1 | 15 | 0347:4550 | −108  | 09:310  |
| 10. | TSV Erfurt (N)         | 20  | 2  | 2 | 16 | 0330:5000 | −170  | 06:340  |
| 11. | SV 1950 Neubrandenburg | 20  | 1  | 2 | 17 | 0308:4480 | −140  | 04:360  |

Platzierungskriterien: 1. Punkte – 2. Tordifferenz – 3. geschossene Tore

Legende:
  Meister (Ost) und Teilnehmer an den Endspielen zur gesamtdeutschen Meisterschaft sowie Eingliederung in die Handball-Bundesliga (Frauen) 1991/92 
  Eingliederung in die Handball-Bundesliga (Frauen) 1991/92 
  Eingliederung in die 2. Handball-Bundesliga (Frauen) 1991/92 
 (M) DDR-Meister 1990, (P) FDGB-Pokalsieger 1990, (N) Aufsteiger aus der DDR-Liga 1989/90
Namensänderungen zur Saison 1990/91
- ASK Vorwärts Frankfurt/O. ⇒ BFV Frankfurt/O.
- BSG Sachsenring Zwickau ⇒ BSV Sachsen Zwickau
- BSG Berliner Verkehrsbetriebe ⇒ SV BVB 49
- BSG Umformtechnik Erfurt ⇒ TSV Erfurt
- BSG Einheit/Sirokko Neubrandenburg ↔ SV 1950 Neubrandenburg

### Kreuztabelle
| 1990/91 8. September 1990 – 5. Mai 1991 | 1990/91 8. September 1990 – 5. Mai 1991 | SC Leipzig | BFV Frankf. | TSC Berlin | SC Magdeburg | BSV Sachsen Zwickau | SC Empor Rostock | SV BVB 49 | BSG Halloren Halle | TSG Wismar | TSV Erfurt | Neu br'burg |
| --------------------------------------- | --------------------------------------- | ---------- | ----------- | ---------- | ------------ | ------------------- | ---------------- | --------- | ------------------ | ---------- | ---------- | ----------- |
| 01.                                     | SC Leipzig                              |            | 18:18       | 26:17      | 36:20        | 30:09               | 21:14            | 34:14     | 29:18              | 31:16      | 33:17      | 31:17       |
| 02.                                     | BFV Frankfurt/O.                        | 20:26      |             | 24:15      | 23:20        | 33:18               | 34:19            | 22:15     | 31:10              | 24:14      | 22:13      | 34:11       |
| 03.                                     | TSC Berlin                              | 24:18      | 20:24       |            | 19:22        | 29:22               | 26:23            | 30:14     | 28:14              | 24:22      | 34:17      | 24:10       |
| 04.                                     | SC Magdeburg                            | 21:27      | 19:23       | 24:23      |              | 23:14               | 29:21            | 29:24     | 26:20              | 22:17      | 33:16      | 28:19       |
| 05.                                     | BSV Sachsen Zwickau                     | 14:20      | 16:16       | 18:19      | 19:22        |                     | 21:21            | 21:15     | 24:12              | 21:13      | 33:18      | 21:13       |
| 06.                                     | SC Empor Rostock                        | 15:28      | 17:20       | 20:27      | 26:25        | 16:17               |                  | 21:18     | [ K 1 ]            | 20:20      | 26:17      | 17:16       |
| 07.                                     | SV BVB 49                               | 14:23      | 16:23       | 12:21      | 26:25        | 17:17               | 20:25            |           | 23:17              | 21:20      | 21:20      | 18:17       |
| 08.                                     | BSG Halloren Halle                      | 14:32      | 18:25       | 20:21      | 21:24        | 15:17               | 28:23            | 22:22     |                    | 19:15      | 23:15      | 29:16       |
| 09.                                     | TSG Wismar                              | 17:25      | 19:33       | 13:23      | 12:22        | 15:21               | [ K 2 ]          | 25:30     | 22:20              |            | 24:22      | 22:14       |
| 10.                                     | TSV Erfurt                              | 14:33      | [ K 3 ]     | 14:35      | 17:24        | 17:23               | 22:24            | 21:21     | 16:16              | 24:20      |            | 15:14       |
| 11.                                     | SV 1950 Neubrandenburg                  | 11:25      | 10:24       | 14:23      | 23:23        | 16:16               | 16:25            | 18:22     | 13:15              | 19:21      | 21:15      |             |

1. ↑   SC Empor Rostock – BSG Halloren Halle (6. Spieltag) ; Wertung 2:0 Punkte und 20:0 Tore für Rostock, da Halle nicht an trat.
2. ↑   TSG Wismar – SC Empor Rostock 23:21 (9. Spieltag) ; Wertung 2:0 Punkte und 20:0 Tore für Rostock, da Wismar eine nichtspielberechtigte Spielerin einsetzte.
3. ↑   TSV Erfurt – BFV Frankfurt/O. 18:30 (12. Spieltag) ; Wertung 2:0 Punkte und 20:0 Tore für Frankfurt/O., da Erfurt eine nichtspielberechtigte Spielerin einsetzte.

### Torschützenliste
Kerstin Nindel wurde mit 152 Toren zum zweiten Mal nach 1985 Torschützenkönigin der „DDR-Oberliga“.
|      | Spieler          | Verein              | Tore / 7 m |
| ---- | ---------------- | ------------------- | ---------- |
| 1.   | Kerstin Nindel   | SC Leipzig          | 152 / 88   |
| 2.   | Josefine Grosse  | TSC Berlin          | 131 / 46   |
| 3.   | Franziska Heinz  | SC Magdeburg        | 111 / 39   |
| 4.   | Gabrielle Palme  | SC Magdeburg        | 101 / 24   |
| 5.   | Ines Seidler     | BSG Halloren Halle  | 098 / 22   |
| 6.   | Gloria Thurm     | TSV Erfurt          | 097 / 37   |
| 7.   | Cornelia Gräf    | SV BVB 49           | 095 / 45   |
| 8.   | Beatrice Reichel | SC Magdeburg        | 091 / 48   |
| 9.   | Ines Schmidt     | BSV Sachsen Zwickau | 089 / 40   |
| 10.0 | Kerstin Mühlner  | SC Leipzig          | 082 / 08   |
| 10.0 | Manuela Fiedel   | BFV Frankfurt/O.    | 082 / 48   |

## Statistik
In der Saison 1990/91 fanden zur Ermittlung des ostdeutschen Frauen-Handballmeisters 110 Spiele statt, von denen drei am grünen Tisch entschieden wurden. In den restlichen Spielen fielen 4.456 Tore, ≈ 42 pro Begegnung. Mit 546 Toren war die Meistermannschaft vom SC Leipzig am treffsichersten. Auch die Torschützenkönigin der Saison Kerstin Nindel kam vom SC Leipzig. Sie traf 152-mal, davon 88-mal vom Siebenmeterpunkt. Das torreichste Spiel fand bei der Begegnung SC Leipzig – SC Magdeburg statt, als beim 36:20 56 Tore fielen. Den höchsten Sieg erzielte der BFV Frankfurt/Oder beim 34:11-Heimsieg über den SV 1950 Neubrandenburg.

## Meistermannschaft
| 1.                  | SC Leipzig |
| ------------------- | --- |
| Logo vom SC Leipzig | - Tor: Michaela Schanze (18/–), Andrea Stolletz (14/–) - Feldspieler: Anja Krüger (20/77), Sabine Quednau (20/44), Angela Werner (20/72), Ines Zimmermann (20/44), Kerstin Knüpfer (19/82), Kerstin Nindel (19/152), Silvana Dathe (17/17), Beate Müller (15/16), Carola Ciszewski (12/35), Liane Voge (4/7), Diana Friedrich (1/–) – (Spiele/Tore) - Trainer: Lothar Doering |

## Finale gesamtdeutsche Meisterschaft
| Datum                   |            | Gesamt |                  | Hinspiel | Rückspiel |
| ----------------------- | ---------- | ------ | ---------------- | -------- | --------- |
| Sa 25. Mai / Mi 29. Mai | SC Leipzig | 33:41  | TuS Walle Bremen | 15:19    | 18:22     |

 gesamtdeutscher Meister und Teilnehmer am Europapokal der Landesmeister 1991/92 
  Teilnehmer am IHF-Pokal 1991/92